# Buffonellaria depressa
Buffonellaria depressa is een mosdiertjessoort uit de familie van de Celleporidae. De wetenschappelijke naam van de soort is voor het eerst geldig gepubliceerd in 1900 door Philipps.